# 河村芳舟
河村 芳舟（かわむら ほうしゅう、明治12年（1879年） - 昭和38年（1963年）は、日本画家。鳥取県邑美郡今町（現・鳥取県鳥取市）出身。

## 略歴
河村鉄二郎の二男として生まれる。名は正吉。
早くから狩野派の画法を学び、のちに東京に出て、狩野派の橋本雅邦の門に入る。兄弟子に川合玉堂がいた。
大正12年（1923年）、鳥取市掛出町の妙円寺本堂の左右それぞれ3枚の襖に半年を費やして墨絵の大作を描いている。

## 参考資料
- 鳥取県大百科事典（新日本海新聞社）